# ۲۸ جمادی‌الثانی
۲۸ جمادی‌الثانی، بیست و هشتمین روز از ماه جمادی‌الثانی در تقویم هجری قمری است.
در تقویم هجری قمری قراردادی این روز صد و هفتاد و ششمین روز سال است.